# Promotieklasse hockey dames 2018/19
Het seizoen 2018/19 is het eerste seizoen van de Nederlandse Promotieklasse hockey. De kampioen promoveert rechtstreeks naar de Hoofdklasse. 

## Invoering Promotieklasse
De KNHB voerde de Promotieklasse met ingang van het seizoen 2018/19 in. Voor de invoering van de Promotieklasse was de Overgangsklasse het op een na hoogste hockeyniveau en bestond het zowel bij de mannen als bij de vrouwen uit 2 parallelle poules van 12 clubs. Beide nummers 1 speelden play-offs tegen elkaar om promotie naar de Hoofdklasse.

## Stand
|         | pos | club              | gs | w  | g | v  | pnt | dv | dt | ds  |
| ------- | --- | ----------------- | -- | -- | - | -- | --- | -- | -- | --- |
| Stabiel | 1.  | Victoria          | 19 | 15 | 1 | 3  | 46  | 42 | 21 | +21 |
| Stabiel | 2.  | MOP               | 19 | 10 | 6 | 3  | 36  | 43 | 21 | +22 |
| Stabiel | 3.  | HGC               | 19 | 10 | 6 | 3  | 36  | 43 | 31 | +12 |
| Stabiel | 4.  | Klein Zwitserland | 19 | 9  | 4 | 6  | 31  | 29 | 28 | +1  |
| Stabiel | 5.  | Were Di           | 19 | 8  | 7 | 4  | 31  | 29 | 21 | +7  |
| Stabiel | 6.  | HC Tilburg        | 19 | 8  | 4 | 7  | 28  | 39 | 38 | +1  |
| Stabiel | 7.  | HIC               | 19 | 7  | 4 | 8  | 25  | 22 | 25 | –2  |
| Stabiel | 8.  | Rotterdam         | 19 | 5  | 5 | 9  | 20  | 35 | 38 | –3  |
| Stabiel | 9.  | Nijmegen          | 19 | 5  | 4 | 10 | 19  | 22 | 38 | –16 |
| Stabiel | 10. | Terriërs          | 19 | 5  | 3 | 11 | 18  | 24 | 38 | –14 |
| Stabiel | 11. | Push              | 19 | 4  | 5 | 10 | 17  | 24 | 34 | –10 |
| Stabiel | 12. | Almere            | 19 | 2  | 3 | 14 | 9   | 23 | 44 | –21 |

### Legenda
| Kleur | Kwalificatie voor                                  |
| ----- | -------------------------------------------------- |
|       | Promotie naar de Hoofdklasse                       |
|       | Promotie naar de Hoofdklasse na Play-offs          |
|       | Play-offs promotie Hoofdklasse                     |
|       | Play-offs tegen degradatie naar de Overgangsklasse |
|       | Degradatie naar de Overgangsklasse na Play-offs    |
|       | Degradatie naar de Overgangsklasse                 |

## Uitslagen reguliere competitie
Bijgewerkt t/m 5 mei 2019
| Thuis ╲ Uit       | ALM | HGC | HIC | KLE | MOP | NIJ | PUS | ROT | TER | TIL | VIC | WER |
| ----------------- | --- | --- | --- | --- | --- | --- | --- | --- | --- | --- | --- | --- |
| Almere            |     | 1–2 | 1–1 | 1–1 | 2–3 | 1–4 | 2–0 | 2–1 | 0–2 | 1–2 | 2–3 | 1–1 |
| HGC               | 6–2 |     | 3–2 | 2–1 | 0–0 | 0–1 | 2–2 | 4–2 | 4–3 | 6–2 | 1–2 | 1–1 |
| HIC               | 3–1 | 1–2 |     | 1–2 | 2–0 | 3–1 | 2–2 | 3–0 | 1–0 | 0–3 | 1–1 | 2–0 |
| Klein Zwitserland | 2–1 | 1–1 | 2–1 |     | 0–1 | 1–3 | 1–1 | 3–1 | 2–1 | 3–2 | 2–1 | 1–0 |
| MOP               | 6–1 | 1–1 | 2–1 | 2–0 |     | 0–0 | 4–0 | 2–2 | 4–1 | 3–0 | 4–0 | 2–1 |
| Nijmegen          | 1–0 | 2–1 | 0–0 | 2–3 | 3–3 |     | 4–1 | 1–2 | 1–0 | 1–3 | 0–3 | 0–0 |
| Push              | 3–2 | 1–2 | 2–0 | 1–2 | 1–1 | 2–0 |     | 1–1 | 3–2 | 0–1 | 1–3 | 0–1 |
| Rotterdam         | 2–1 | 1–2 | 0–1 | 4–4 | 4–2 | 1–1 | 3–1 |     | 1–1 | 6–3 | 0–2 | 2–3 |
| Terriërs          | 3–2 | 2–2 | 0–1 | 1–0 | 0–3 | 1–0 | 2–1 | 3–2 |     | 1–2 | 0–2 | 1–1 |
| HC Tilburg        | 2–1 | 3–3 | 4–0 | 2–3 | 1–1 | 5–4 | 2–2 | 1–3 | 0–1 |     | 3–2 | 0–1 |
| Victoria          | 3–1 | 4–1 | 3–1 | 1–0 | 2–1 | 5–1 | 2–1 | 2–1 | 2–0 | 3–2 |     | 1–2 |
| Were Di           | 1–0 | 0–4 | 0–1 | 1–0 | 1–1 | 5–0 | 2–2 | 4–3 | 2–3 | 2–2 | 1–2 |     |

### Topscorers
| pos | Speler                    | Club      | Goals |  |
| --- | ------------------------- | --------- | ----- |  |
| 1.  | Daphne Voormolen          | Victoria  | 18    |  |
| 2.  | Lotte van Dongen          | MOP       | 13    |  |
| 3.  | Iris Mohringer            | Tilburg   | 10    |  |
| 4.  | Nicole van Jaarsveld      | HGC       | 9     |  |
|     | Sophie van Nieuwamerongen | Push      | 9     |  |
|     | Rebecca Huijgens          | Rotterdam | 9     |  |